# Arthur William Dake
Arthur William Dake (Portland, 8 aprile 1910 – Reno, 28 aprile 2000) è stato uno scacchista statunitense, Grande maestro Ad Honorem.
Nacque da una famiglia polacca emigrata negli Stati Uniti nei primi anni del 1900. Il padre, William Darkowski, cambiò il cognome nella forma anglicizzata Dake.
All'età di 16 anni si imbarcò come marinaio su una nave mercantile e viaggiò per diversi anni nel Pacifico. Nel 1929 sbarcò a New York e nel 1930 giocò il suo primo torneo, il campionato dello Stato di New York, classificandosi al 3º posto.
Fece parte della nazionale olimpica americana alle olimpiadi di Praga 1931, Folkestone 1933 e Varsavia 1935, vincendo tre ori di squadra, un oro individuale in 4ª scacchiera con 15,5/17 a Varsavia e un argento individuale con 11/13 a Folkestone.
Tra gli altri risultati i seguenti:
- 1931: =1º ad Anversa con Rubinstein e Yates
- 1932: 3º a Pasadena, dietro Alechin e Kashdan
- 1934: 3º al U.S. Open di Chicago
- 1935: =1º a Città del Messico con Kashdan e Flohr
- 1936: =2º al U.S. Open di Filadelfia, dietro Horowitz

Nel 1946 pareggiò le due partite giocate contro Andor Lilienthal nel match amichevole USA-URSS di Mosca.
La FIDE lo nominò Grande Maestro Honoris causa nel 1986 per i risultati conseguiti negli anni trenta.